# فرودگاه بین‌المللی شهید قاسم سلیمانی اهواز
فرودگاه بین‌المللی شهید قاسم سلیمانی (یاتا: AWZ، ایکائو: OIAW) که معمولاً فرودگاه بین‌المللی اهواز شناخته می‌شود، فرودگاهی است در شهر اهواز در جنوب غربی ایران.
میانگین پروازهای داخلی و خارجی - ورود خروج - فرودگاه اهواز روزانه ۲۰ تا ۳۰ پرواز است.
شرکت‌های هواپیمایی ایران ایر، آسمان، ماهان، کاسپین،سپهران، ایران ایرتور، آتا، کارون، وارش، کیش ایر، قشم ایر، تابان و زاگرس در این فرودگاه فعال هستند.
در سال ۲۰۱۶ میلادی ۲۳٬۷۳۱ نشست و برخاست هواپیما در این فرودگاه انجام شد و ۲۰٬۵۸۶٬۲۱۵ کیلوگرم بار و ۲٬۶۷۱٬۶۲۲ نفر مسافر از طریق آن جابجا شدند.

## مقصدهای پروازی و شرکت‌های هواپیمایی
| شرکت‌های هواپیمایی      | مقصدهای پروازی |
| ---------------------- | --- |
| هواپیمایی آتا          | فرودگاه بین‌المللی شهید هاشمی‌نژاد مشهد، فرودگاه بین‌المللی مهرآباد |
| هواپیمایی کاسپین       | فرودگاه بین‌المللی شهید هاشمی‌نژاد مشهد، فرودگاه بین‌المللی مهرآباد |
| ایران ایر              | فرودگاه بین‌المللی دبی، فرودگاه بین‌المللی کویت، فرودگاه بین‌المللی شهید هاشمی‌نژاد مشهد، فرودگاه بین‌المللی شهید دستغیب شیراز، فرودگاه بین‌المللی مهرآباد فصلی: فرودگاه بین‌المللی ملک عبدالعزیز، فرودگاه شاهزاده محمد بن عبدالعزیز |
| هواپیمایی ایران ایرتور | فرودگاه بین‌المللی شهید هاشمی‌نژاد مشهد، فرودگاه بین‌المللی مهرآباد |
| هواپیمایی آسمان        | فرودگاه بین‌المللی شهید بهشتی اصفهان، فرودگاه بین‌المللی شهید هاشمی‌نژاد مشهد، فرودگاه بین‌المللی شهدای ساری، فرودگاه بین‌المللی شهید دستغیب شیراز، فرودگاه بین‌المللی مهرآباد |
| هواپیمایی کارون        | فرودگاه بین‌المللی بندرعباس، فرودگاه بوشهر، فرودگاه بین‌المللی شهید بهشتی اصفهان، فرودگاه استانبول، فرودگاه خارگ، فرودگاه بین‌المللی کویت، فرودگاه بین‌المللی شهدای لامرد، فرودگاه لاوان، فرودگاه بین‌المللی شهید هاشمی‌نژاد مشهد، فرودگاه سردار جنگل رشت، فرودگاه بین‌المللی شهید دستغیب شیراز، فرودگاه جزیره سیری، فرودگاه بین‌المللی شهید مدنی تبریز، فرودگاه بین‌المللی مهرآباد، فرودگاه شهید صدوقی یزد |
| کیش ایر                | فرودگاه بین‌المللی کیش، فرودگاه بین‌المللی شهید هاشمی‌نژاد مشهد، فرودگاه بین‌المللی مهرآباد |
| هواپیمایی ماهان        | فرودگاه بین‌المللی آیت‌الله هاشمی رفسنجانی کرمان، فرودگاه بین‌المللی شهید دستغیب شیراز |
| هواپیمایی قشم          | فرودگاه بین‌المللی کیش، فرودگاه بین‌المللی شهید هاشمی‌نژاد مشهد، فرودگاه بین‌المللی مهرآباد |
| هواپیمایی سپهران       | فرودگاه بین‌المللی شهید هاشمی‌نژاد مشهد، فرودگاه بین‌المللی مهرآباد |
| هواپیمایی تابان        | فرودگاه بین‌المللی شهید هاشمی‌نژاد مشهد، فرودگاه بین‌المللی مهرآباد |
| هواپیمایی وارش         | فرودگاه بین‌المللی شهید هاشمی‌نژاد مشهد، فرودگاه بین‌المللی مهرآباد، فرودگاه بین المللی تفلیس ،فرودگاه بین المللی باتومی |
| هواپیمایی زاگرس        | اصفهان، تهران-مهرآباد، کیش، مشهد |
| هواپیمایی پارس         | مسقط |
| اطلس ایر               | تهران-مهرآباد |

## کشف میدان نفتی
مدیر عامل شرکت فرودگاه‌های ایران از مشخص شدن برنامه زمانبندی دقیق برای جابه‌جایی فرودگاه اهواز به‌دلیل کشف میدان نفتی در محل باند فرودگاه اهواز خبر داد. این میدان به طول ۷۰ کیلومتر و عرض ۱۰ تا ۱۵ کیلومتر یکی از سوپر مخزن‌های دنیا محسوب می‌شود و با توجه به نصب دکل‌های نفتی پروازهای این فرودگاه متأثر می‌شوند در نتیجه تصمیم به جابجایی فرودگاه است. فرودگاه جدید اهواز در ۱۰ سال آینده آمادهٔ بهره‌برداری خواهد شد.